# Sakurada Takeshi
Sakurada Takeshi (桜田 武 Anh Điền Võ), (sinh ngày 8 tháng 12 năm 1891 mất ngày 10 tháng 9 năm 1943), là một trung tướng trong quân đội Đế quốc Nhật Bản, tham gia đệ nhị thế chiến.

## Tiểu sử
Sinh ra ở tỉnh Miyagi ở miền bắc Nhật Bản, Sakurada tốt nghiệp khóa 25 Trường Sĩ quan Lục quân năm 1913. Sau khi tốt nghiệp, ông hoạt động ở Lữ đoàn bộ binh 29. Tháng 11 năm 1921, ông tốt nghiệp khóa 35 trường Trường Đại học Lục quân.
Sau đó, ông làm tham mưu trưởng sư đoàn 10. Từ tháng 8 năm 1925 đến tháng 8 năm 1928, ông là sĩ quan tham mưu trong đạo quân Quan Đông, và sau đó chỉ huy lữ đoàn bộ binh 34.
Với sự bắt đầu của chiến tranh Trung-Nhật lần thứ hai năm 1937, Sakurada là tham mưu trưởng sư đoàn 5. Ông tham gia trận Từ Châu và các chiến dịch khác ở miền nam Trung Quốc. Ông được chuyển đến chỉ huy lữ đoàn Vệ binh Hoàng gia 1.
Năm 1939, ông lên chức thiếu tướng.
Từ năm 1939- 1940, ông chỉ huy Lữ đoàn Vệ binh Hoàng gia hỗn hợp.
Chiến tranh thế giới thứ hai, Sakurada nhận lệnh chỉ huy Quân đoàn 22 và tham gia cuộc xâm lược bán đảo Đông Dương, thuộc địa của Pháp. Khi đơn bị giải tán vào năm 1941, ông được thăng chức trung tướng.
Từ năm 1942- 1943, ông chỉ huy Sở giao thông vận tải đường biển ở Cebu. Ngày 10 tháng 9 năm 1943, ông mất, khi ông trên một chiếc tàu vận tải qua biển đông Trung Quốc bị quân Đồng Minh đánh đắm.

### Sách
- Dorn, Frank (1974). The Sino-Japanese War, 1937-41: From Marco Polo Bridge to Pearl Harbor. MacMillan. ISBN 0025322001.